# Marrakesz

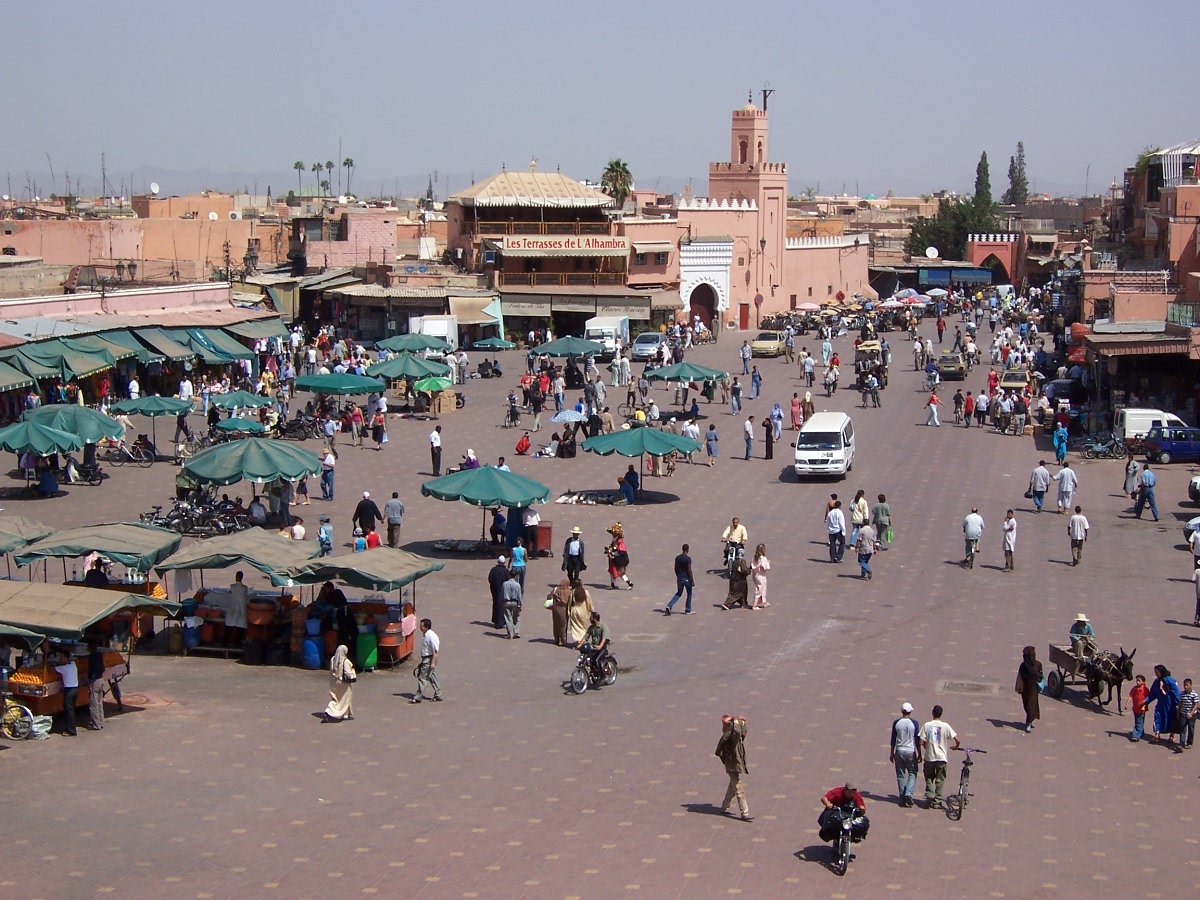
Dżami al-Fana

Marrakesz (arab. ‏مراكش‎, Marrākuš; marok. arab. Meṛṛakeš; fr. Marrakech) – miasto w zachodnim Maroku, u podnóża Atlasu Wysokiego, na wysokości ok. 460 m n.p.m., siedziba administracyjna regionu Marrakesz-Safi. W 2024 roku liczyło ok. 1 mln mieszkańców.

## Historia
Marrakesz powstał w drugiej połowie XI wieku – pierwotnie jako niewielki ksar - umocniony wojskowy obóz, który w kolejnych wiekach rozrósł się do warownego miasta. Jego założycielem był w 1070 r. przywódca Almorawidów Abu Bakr ibn Umar (dawniej podawano, że uczynił to jego stryj, Jusuf ibn Taszfin, w 1060 lub 1062 r.). Pierwsze mury miejskie wzniesiono już na początku XII wieku – dotrwały one do naszych czasów w niemal niezmienionym stanie. Ich budulcem jest tabia – materiał złożony głównie z czerwonej gliny.
W roku 1146 Marrakesz zdobyli i przekształcili w swoją stolicę Almohadzi. Za ich panowania na przełomie XII i XIII wieku Marrakesz był stolicą wielkiego imperium, ciągnącego się od wybrzeży Oceanu Atlantyckiego aż po Trypolitanię. Był to również okres największej świetności miasta, które znacznie wówczas rozbudowano.
Już na początku XIII wieku imperium Almohadów rozpadło się i Marrakesz znalazł się w ogniu wojen domowych. W 1269 r. opanowały go berberyjskie plemiona Bani Marin. Przejściowo odzyskał swoją rangę jako ośrodek administracyjny XIV-wiecznego państwa Marynidów, szybko jednak stracił swoją pozycję stolicy na rzecz Fezu. Tym nie mniej, przez długi czas pełnił funkcję południowej rezydencji sułtanów marokańskich.
Odbudowa i przywracanie świetności nękanego klęskami głodu Marrakeszu rozpoczęły się dopiero na początku XVI wieku po zajęciu miasta przez dynastię Saadytów. Sadyci uczynili z Marrakeszu stolicę wielkiego imperium sięgającego od południowej Portugalii aż po Timbuktu, przejmując tym samym kontrolę nad najważniejszymi trasami karawan w tej części świata.
Po przejęciu władzy przez dynastię Alawitów – panującą do dziś w Maroku – stolicę przeniesiono do Meknesu, jednak Marrakesz pozostał ważnym ośrodkiem administracyjnym południowej części państwa. Od XVII wieku rozpoczął się jednak powolny upadek miasta, stopniowo tracącego na znaczeniu jako ośrodka handlowego. Sytuacja miasta poprawiła się nieco pod koniec XIX wieku na krótko przed zajęciem kraju przez Francuzów. W latach 1907–1908 zasłynęło ono jako ośrodek oporu przeciwko francuskiej dominacji. Zostało ostatecznie opanowane przez Francuzów w roku 1912.
W czasach kolonialnych miasto znajdowało się pod zarządem paszy Tihamiego al-Glawi.
Od czasu uzyskania niepodległości przez Maroko do Marrakeszu napływa ludność z terenów wiejskich. Samo miasto jest obecnie jednym z ważniejszych ośrodków turystycznych Maroka, ze swoją wciąż widoczną mauretańsko-berberyjską przeszłością, kontrastującym mocno z "europejską" Casablanką.
W 1985 roku medyna w Marrakeszu została wpisana na listę światowego dziedzictwa kultury UNESCO.

## Ważniejsze zabytki
- Meczet i medresa Alego ibn Jusufa
- meczet Księgarzy
- nekropola Sadytów
- plac Dżami al-Fana (Dżemaa el-Fna)
- Ogrody Agdal
- Mury obronne i liczne bramy (m.in. Bab al-Dżadid, Bab Dukkala, Bab ar-Raha)

## Klimat
| Miesiąc                          | Sty  | Lut  | Mar  | Kwi  | Maj  | Cze  | Lip  | Sie  | Wrz  | Paź  | Lis  | Gru  | Roczna |
| -------------------------------- | ---- | ---- | ---- | ---- | ---- | ---- | ---- | ---- | ---- | ---- | ---- | ---- | ------ |
| Średnie temperatury w dzień [°C] | 18.9 | 20.9 | 24.4 | 25.8 | 29.0 | 34.6 | 37.9 | 37.7 | 32.8 | 28.9 | 22.9 | 20.0 | 27,9   |
| Średnie dobowe temperatury [°C]  | 12.1 | 14.0 | 17.3 | 18.6 | 21.5 | 26.1 | 28.7 | 28.8 | 25.2 | 22.0 | 16.5 | 13.2 | 20,4   |
| Średnie temperatury w nocy [°C]  | 6.1  | 7.6  | 10.5 | 12.1 | 14.7 | 18.3 | 20.3 | 20.8 | 18.6 | 15.8 | 10.7 | 7.4  | 13,6   |
| Opady deszczu [mm]               | 22.0 | 22.8 | 19.9 | 23.5 | 10.8 | 2.7  | 2.2  | 3.3  | 9.8  | 18.8 | 28.5 | 22.1 | 184    |
| Średnia liczba dni z opadami     | 4.1  | 4.9  | 4.8  | 3.9  | 2.5  | 1.5  | 0.5  | 1.3  | 2.5  | 3.3  | 4.8  | 5.5  | 39,5   |
| Średnie usłonecznienie [h]       | 221  | 209  | 248  | 255  | 287  | 315  | 335  | 316  | 264  | 245  | 214  | 221  | 3129   |
| Źródło: climatebase.ru           |      |      |      |      |      |      |      |      |      |      |      |      |        |

## Transport
W mieście znajduje się stacja kolejowa Marrakesz oraz port lotniczy Marrakesz-Menara.

## Sport
Od 2013 roku rozgrywany jest tutaj kobiecy turniej tenisowy cyklu WTA Tour, Grand Prix de SAR La Princesse Lalla Meryem.

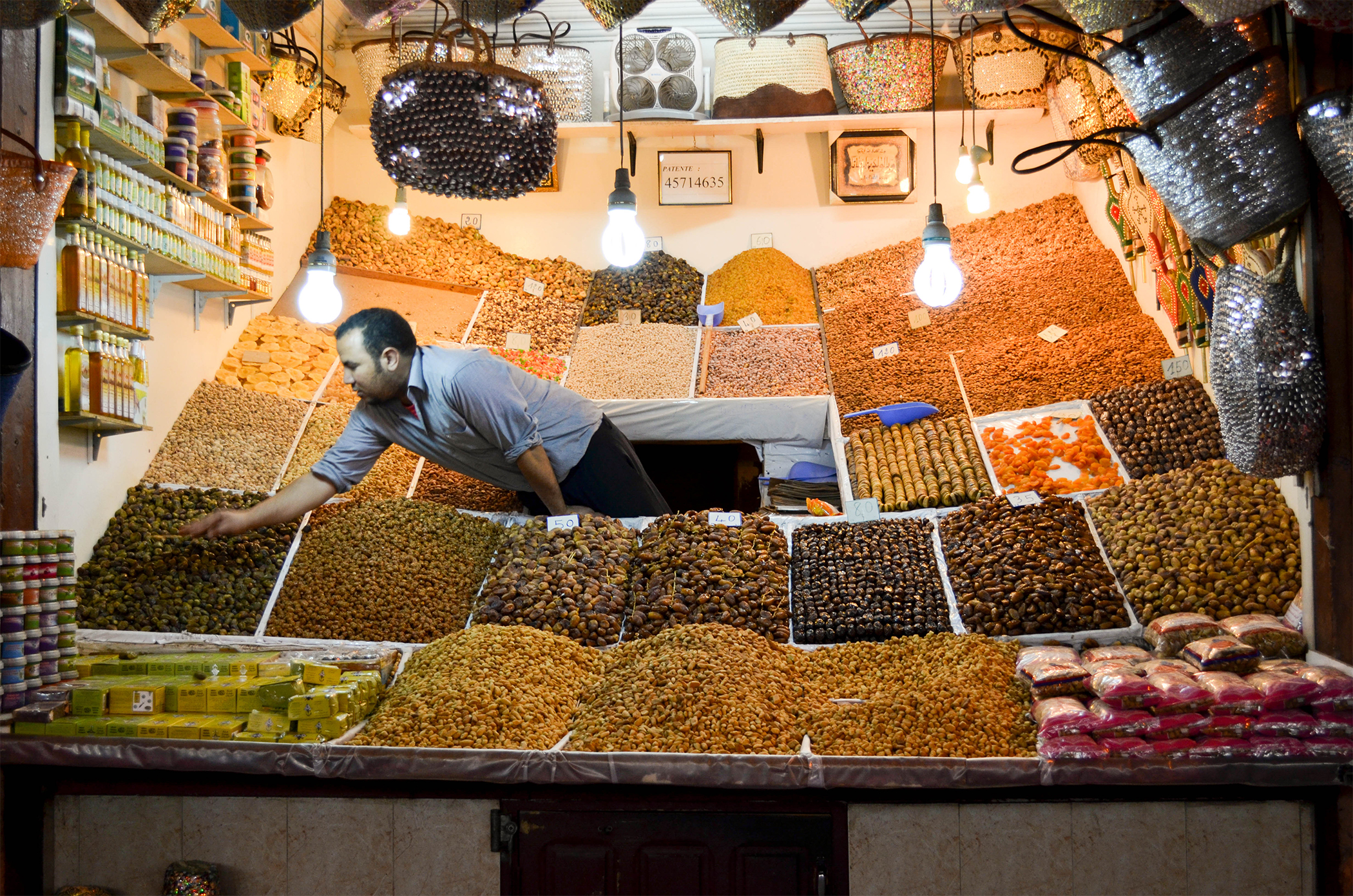
Stoisko z owocami na suku w Marakeszu, Maroko

## Miasta partnerskie
- Grenada, Hiszpania
- Marsylia, Francja
- Susa, Tunezja
- Timbuktu, Mali